# Збірна біженців на літніх Олімпійських іграх 2024
Олімпійська команда біженців МОК візьме участь у Літніх Олімпійських іграх 2024 року в Парижі, Франція. 37 спортсменів з 11 країн з яких вони походять, представлятимуть олімпійську збірну біженців на літніх Олімпійських іграх 2024 року в 12 видах спорту, причому 14 із 37 спортсменів — іранці.
На церемонії відкриття Ігор боксерка Сінді Нгамба і тхеквондист Ях'я аль-Готані будуть прапороносцями своєї команди.
Вперше олімпійська команда біженців буде другою командою, одразу після Греції, у церемонії відкриття.

## Склад команди
2 травня 2024 року МОК оголосив, що олімпійську збірну біженців представлятимуть 36 спортсменів. 28 червня легкоатлет Домінік Лобалу прийняв запрошення приєднатися до команди біженців, оскільки, на відміну від чемпіонату Європи з легкої атлетики 2024 року, він не матиме права виступати за Швейцарію на Олімпійських іграх.
| спортсмен               | Країна народження | НОК             | вид спорта     | дисципліна                                  |
| ----------------------- | ----------------- | --------------- | -------------- | ------------------------------------------- |
| Доріан Келетела         | Республіка Конго  | Франція         | Легка атлетика | 100 метрів (чоловіки)                       |
| Муса Суліман            | Судан             | Швейцарія       | Легка атлетика | 800 метрів (чоловіки)                       |
| Домінік Лобалу          | Південний Судан   | Швейцарія       | Легка атлетика | 5000 метрів (чоловіки)                      |
| Джамал Ейса Мохаммед    | Судан             | Ізраїль         | Легка атлетика | 10000 метрів (чоловіки)                     |
| Тахловіні Габрієсос     | Еритрея           | Ізраїль         | Легка атлетика | марафонський біг (чоловіки)                 |
| Мохаммад Амін Альсаламі | Сирія             | Німеччина       | Легка атлетика | стрибки у довжину (чоловіки)                |
| Періна Локуре Наканг    | Південний Судан   | Кенія           | Легка атлетика | 800 метрів (жінки)                          |
| Фаріда Абароге          | Ефіопія           | Франція         | Легка атлетика | 1500 метрів (жінки)                         |
| Дорса Яварівафа         | Іран              | Велика Британія | Бадмінтон      | одиночний розряд (жінки)                    |
| Омід Ахмадісафа         | Іран              | Німеччина       | Бокс           | Найлегша вага (до 51 кг)                    |
| Сінді Нгамба            | Камерун           | Велика Британія | Бокс           | Середня вага (75 кг)                        |
| Маніжа Талаш            | Афганістан        | Іспанія         | Брейкданс      | Бігьорлз                                    |
| Амір Резанеджад         | Іран              | Німеччина       | Каное          | каное-одиночки (чоловіки)                   |
| Фернандо Хорхе          | Куба              | США             | Каное          | каное-одиночки, 1000 метрів (чоловіки)      |
| Саїд Фазлула            | Іран              | Німеччина       | Каное          | байдарки-одиночки, 1000 метрів (чоловіки)   |
| Саман Солтані           | Іран              | Австрія         | Каное          | байдарки-одиночки, 500 метрів (жінки)       |
| Амір Ансарі             | Афганістан        | Швеція          | Велоспорт      | роздільна шосейна гонка (чоловіки)          |
| Еєру Тесфоам Гебру      | Ефіопія           | Франція         | Велоспорт      | групова шосейна гонка (жінки)               |
| Мохаммад Рашнонежад     | Іран              | Нідерланди      | Дзюдо          | до 66 кг (чоловіки) команда                 |
| Сібгатулла Араб         | Афганістан        | Німеччина       | Дзюдо          | до 81 кг (чоловіки) команда                 |
| Аднан Ханкан            | Сирія             | Німеччина       | Дзюдо          | до 100 кг (чоловіки) команда                |
| Муна Дахук              | Сирія             | Нідерланди      | Дзюдо          | до 57 кг (жінки) команда                    |
| Нігара Шахін            | Афганістан        | Канада          | Дзюдо          | до 63 кг (жінки) команда                    |
| Махбубех Барбарі Жарфі  | Іран              | Німеччина       | Дзюдо          | до 78 кг (жінки) команда                    |
| Франсіско Сентено       | Венесуела         | Мексика         | Стрільба       | пневматичний пістолет, 10 метрів (чоловіки) |
| Луна Соломон            | Еритрея           | Швейцарія       | Стрільба       | пневматична гвинтівка, 10 метрів (жінки)    |
| Алаа Масо               | Сирія             | Німеччина       | Плавання       | 50 метрів вільним стилем (чоловіки)         |
| Матін Бальсіні          | Іран              | Велика Британія | Плавання       | 200 метрів батерфляєм (чоловіки)            |
| Хаді Тіранваліпур       | Іран              | Італія          | Тхеквондо      | до 58 кг (чоловіки)                         |
| Ях'я аль-Готані         | Сирія             | Йорданія        | Тхеквондо      | до 68 кг (чоловіки)                         |
| Фарзад Мансурі          | Афганістан        | Велика Британія | Тхеквондо      | до 80 кг (чоловіки)                         |
| Касра Мехдіпурнеджад    | Іран              | Німеччина       | Тхеквондо      | понад 80 кг (чоловіки)                      |
| Діна Пур'юнес           | Іран              | Нідерланди      | Тхеквондо      | до 49 кг (жінки)                            |
| Раміро Мора Ромеро      | Куба              | Велика Британія | Важка атлетика | до 102 кг (чоловіки)                        |
| Єкта Джамалі            | Іран              | Німеччина       | Важка атлетика | до 81 кг (жінки)                            |
| Іман Махдаві            | Іран              | Італія          | Боротьба       | вільна боротьба, до 74 кг                   |
| Джамал Валізаде         | Іран              | Франція         | Боротьба       | греко-римська боротьба, до 60 кг            |

## Види спорту
Керівник команди Масома Алі Зада.
Нижче наведено список учасників Ігор.
| спорт          | Чоловіки | жінки | Всього |
| -------------- | -------- | ----- | ------ |
| Легка атлетика | 6        | 2     | 8      |
| Бадмінтон      | 0        | 1     | 1      |
| Бокс           | 1        | 1     | 2      |
| Брейкданс      | 0        | 1     | 1      |
| Каное          | 3        | 1     | 4      |
| Велоспорт      | 1        | 1     | 2      |
| Дзюдо          | 3        | 3     | 6      |
| Стрільба       | 1        | 1     | 2      |
| Плавання       | 2        | 0     | 2      |
| Тхеквондо      | 4        | 1     | 5      |
| Важка атлетика | 1        | 1     | 2      |
| Боротьба       | 2        | 0     | 2      |
| Всього         | 24       | 13    | 37     |